# 15. pehotni polk (Italija)
15. pehotni polk Savona (izvirno italijansko 15º Reggimento fanteria) je bil pehotni polk Kraljeve italijanske kopenske vojske.

## Zgodovina
Med prvo svetovno vojno je polk deloval na soški fronti in med letoma 1940 in 1943 je deloval v Severni Afriki.